# Su Majestad Ortodoxa

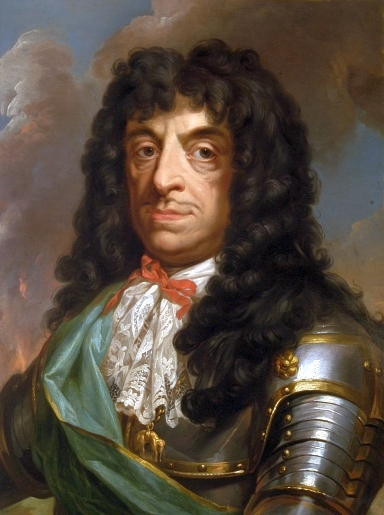
Juan II Casimiro

Su Majestad Ortodoxa (en latín Rex Orthodoxus, en polaco Król Prawowierny) era el apelativo o tratamiento protocolario reservado al rey de Polonia, utilizado como título de soberanía, al igual que otros similares en otras monarquías cristianas (Su Majestad Apostólica -Hungría-, Rex Christianissimus -Francia-, Su Majestad Católica -España-, Defensor Fidei -Inglaterra-, Su Majestad Fidelísima -Portugal-, etc.). Con ello se legitimaba espiritualmente al ser reconocida su particular fidelidad al papa.
Su Majestad Ortodoxa fue el título otorgado en 1661 por el papa Alejandro VII al rey Juan II Casimiro de Polonia y Lituania y sus sucesores. Esto se hizo como recompensa por el destierro de los socinianos de Polonia por parte del Sejm en 1658.
El sobrenombre de Rey Justo en su versión latina original de Rex Orthodoxus estaba conectado erróneamente con la ortodoxia cristiana oriental, mientras que la religión tradicional y dominante en el estado era el catolicismo. El beneficiario original, Juan II Casimiro, abdicó en 1668 y abandonó Polonia.
El título finalmente no fue adoptado por los sucesivos monarcas polacos y fue utilizado solo ocasionalmente por Juan III, a quien él mismo recibió el título de Defensor de la Fe (Defensor Fidei) por el papa Inocencio XI en 1684, luego de su victoria sobre el Imperio Otomano en el decisiva batalla de Viena en 1683.